# Vojtěch Schulmeister
Vojtěch Schulmeister (* 3. September 1983 in Olomouc) ist ein tschechischer Fußballspieler.

## Vereinskarriere
Schulmeister begann mit dem Fußballspielen bei Lokomotíva Olomouc, im Alter von zehn Jahren wechselte er zu Sigma Olomouc. Im ersten Halbjahr der Saison 2001/02 war der Angreifer an den damaligen Drittligisten SK Hranice ausgeliehen und kehrte im Januar 2002 zu Sigma zurück, um fortan für die B-Mannschaft zu stürmen, die in der 2. Liga spielte. Allerdings konnte er weder in der Spielzeit 2001/02 noch in der Saison 2002/03 einen Torerfolg verbuchen.
Schulmeister wurde im Juli 2003 dennoch in den Kader der A-Mannschaft berufen, kam dort aber nur sporadisch zum Einsatz und lief auch weiterhin für das B-Team auf. Dort platzte der Knoten: In 25 Ligaspielen erzielte er zehn Tore. Im Januar 2005 lieh Olomouc den Stürmer an den damaligen Erstligisten FK Chmel Blšany aus. Beim 2:2 gegen den FK Teplice am 17. April 2005 erzielte Schulmeister seinen ersten Treffer in der Gambrinus Liga, zu mehr reichte es allerdings nicht. Den Herbst 2005 verbrachte er beim Zweitligisten SK Hanácká Slavia Kroměříž, auch dort schoss er nur ein Tor.
Anfang 2006 kehrte Schulmeister zu Sigma Olomouc zurück und spielte zunächst wieder für die B-Mannschaft, im Juli 2006 reihte ihn Trainer Vlastimil Palička in den A-Kader ein. Mit neun Toren in 25 Spielen gehörte Schulmeister in der Saison 2006/07 zu den zehn besten Torschützen der Gambrinus Liga. Diese Quote konnte der Angreifer in der Spielzeit 2007/08 nicht halten, in 18 Spielen stand nur ein Treffer auf seinem Konto.
Die Saison 2007/08 begann Schulmeister noch bei Sigma Olomouc, nach zwei Spielen und einem Tor wechselte der Tscheche im August 2008 zum niederländischen Ehrendivisionär Heracles Almelo. Im September 2010 wechselte er mit Amateurstatus zum tschechischen Zweitligisten FC Hlučín.
Nach nur einer Saison in Tschechien kehrte Schulmeister in die Niederlande zurück, um sich dem Zweitligisten Almere City FC anzuschließen. Nach Halbjahr wechselt Schulmeister zum Zweitligisten AGOVV.

## Nationalmannschaft
Schulmeister absolvierte von 2002 bis 2003 drei Spiele für die tschechische U-20-Auswahl, 2004 ein Spiel für die U-21-Nationalmannschaft.